# Reino de Numidia
El Reino de Numidia (300 a. C..-25 a. C.) fue un estado de la antigüedad constituido tras la segunda guerra púnica. El reino tenía una cultura de origen púnico, se consolidó como un gran reino durante el reinado de Masinisa. Ubicado en el norte de África, en el área de los modernos países de Argelia y Marruecos , Libia, con capital en Cirta. Sus habitantes eran nativos de etnia bereber y libios, colonos púnicos y mestizos estrechamente vinculados con los mauritanos.

## Historia
Las primeras civilizaciones de ganaderos y agricultores durante el Neolítico se conocen por los restos de hallazgos arqueológicos de varias cuevas, con cerámicas de tipo impreso y cardial, que muestran relaciones con la colonización neolítica de todo el litoral del Mediterráneo occidental, estas culturas influyeron en los pueblos contemporáneos de la península ibérica.
Las corrientes que motivan el nacimiento de las civilizaciones del bronce no llegaron o no dejaron huella en el territorio mauritano durante el tercer y segundo milenio a. C.

### Influencia fenicia
Hasta la llegada de los fenicios en el siglo VII a. C. a las costas de Mauritania y Numidia, fueron una región apartada de la civilización, escasamente poblada y sin grandes asentamientos. Tras la caída de Tiro ante los Asirios en el siglo VI a. C. Cartago tomó el relevo de su metrópoli y es entonces cuando la influencia púnica comienza a tener relevancia en las costas de la Antigua Mauritania. El establecimiento de factorías y colonias fenicias representó el primer contacto con una cultura superior. Los fenicios establecieron una ciudad colonial importante en la costa atlántica, Lixus, en la desembocadura del río Lucus, junto a la actual Larache, y varias factorías cubriendo todo el litoral mediterráneo y atlántico hasta Mogador, en cuyo islote aparecen los testimonios geográficamente más remotos de la acción colonial fenicia. El momento inicial de este proceso es incierto, pero en los siglos VII y VI a. C. ya estaban presentes en Mogador, y Lixus era ya una ciudad importante. A través de la acción fenicia penetra en el litoral mauritano y númida la vida urbana, el uso del hierro, se conoce la moneda, se introduce la vid y probablemente el olivo.
Cartago desde su fundación tuvo una intensa relación con las tierras del norte de África, obligada a pagar a los pueblos libios, sobre cuyos territorios se había asentado, una especie de canon o tributo. En el siglo V a. C. organizaron dos expediciones para reconocer las costas mauritanas, convirtiéndolas en territorios de dominio cartaginés.
Cartago, gobernada por ricos aristócratas, creó un imperio comercial, impulsando la creación de nuevas colonias, en las costas de los actuales Marruecos y Argelia, buscando nuevos recursos naturales, iniciando la explotación de los recursos pesqueros de los litorales, y fabricando salazones y salinas para exportar el garum. Se crearon numerosas factorías y colonias, exportando marfil, oro, estaño, púrpura y esclavos, e importando entre los indígenas sus mercancías, vidrios, cerámicas, objetos de bronce o hierro, y tejidos de púrpura.
Cartago terminará por modelar el territorio norafricano, con la asimilación de la cultura púnica, como la lengua, el alfabeto y la religión, preservando cierta autonomía. Durante el periodo de influencia púnica, Numidia sufrió una silenciosa revolución, extendiéndose los cultivos de la vid, el olivo, el trigo o la higuera. Todo ello propició un aumento gradual del desarrollo económico y cultural. El lenguaje, el púnico se convertirá en la lengua oficial bajo Masinisa y seguirá utilizándose cuatro siglos después por los mismos sacerdotes de la diócesis de Hippona -Bona- en sus prédicas. 
El legado de Cartago fue importante en la agricultura, destaca un modelo de arado de reja triangular, forjado en hierro, mucho más eficaz que el milenario arado bereber consistente en una simple punta de madera aguzada que abría un mal surco o la misma aportación que supone el cultivo del olivo, que habrán de adoptar los propios romanos. 
Cartago reclutó mercenarios entre los númidas. Paulatinamente, el uso de la escritura púnica se unió, aunque no lo sustituyó, al del líbico.

### Época púnico-númida
Durante el transcurso de la segunda guerra púnica será cuando Roma empiece a interesarse realmente por África y sus recursos demográficos y económicos. Iniciando contactos diplomáticos y el estudio de los recursos del norte de África. 

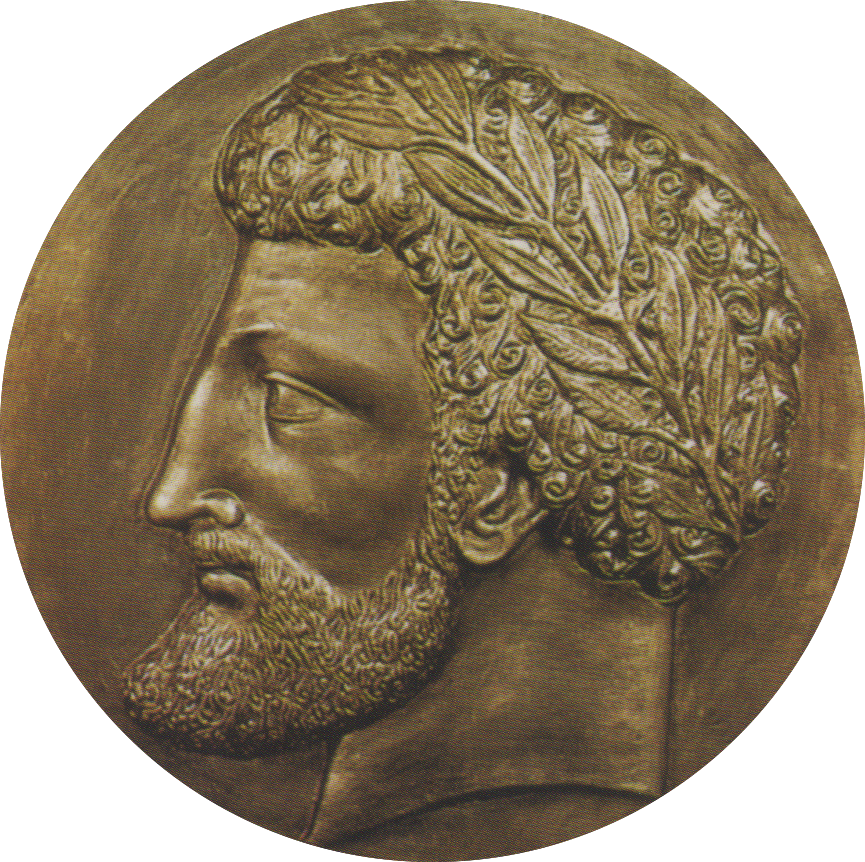
Retrato moderno de Masinisa.

Durante la segunda guerra púnica existían varios reinos vasallos de Cartago en el norte de África que compartían territorio, Sifax rey de uno de estos pequeños reinos aliado de Cartago, dominaba el Oranesado y parte del norte de Argelia. Por su parte, Masinisa, otro noble númida aliado de Cartago, fue influenciado por Escipión el Africano y terminó por enfrentarse a Cartago. De acuerdo con Escipión, estableció la alianza, y cedió Gades a Roma. Tras la batalla de Zama, Masinisa, bajo la protección de Roma, dejó de ser feudatario para constituir un Estado númida que se extendía desde el Muluya hasta las proximidades de Cartago. 
Tras la derrota final de los cartagineses, Masinisa se convirtió en el principal aliado del pueblo romano, recibió entonces la soberanía, tanto de las antiguas tierras del reino de los Masilos, como de los territorios que los romanos habían confiscado a Sifax. Estableció una organización helénica y mantuvo numerosas relaciones comerciales con Rodas, Delos y Atenas e intentó formar un Estado único en el norte de África. Alentó y promovió el asentamiento de las tribus y fundó numerosas ciudades.
Masinisa también se anexionó parte del territorio cartaginés y siguió anexionándose territorios púnicos en virtud de los derechos que le confería el tratado firmado con los romanos. Durante el siglo II a. C. Masinisa litigó con los cartagineses en varias ocasiones, durante los años 195, 193, 182, 172, 162 y 153 a. C., apoyado por la República Romana. En la propia Cartago existía un partido númida que deseaba la unión con Numidia, lo cual provocaba los recelos de Roma. Al final, el senado de Roma declaró una guerra total contra Cartago, la tercera guerra púnica. 
Tras morir Masinisa en el 148 a. C. preparó el reparto del reino entre tres de sus hijos, Micipsa, Manastebal y Gulussa. Pero Micipsa consiguió reunificarlo. Aliado de Roma, envió tropas númidas al sitio de Numancia 134-133 a. C. a las órdenes de su sobrino Yugurta. Fallecido Micipsa 118 a. C. tuvo lugar una nueva partición: Yugurta recibió la zona occidental y Adherbal la oriental, lindante con el territorio romano. Pronto estalló la guerra entre ambos reyes.

### Influencia romana
Cuando murió Micipsa en 118 a. C., el reino se dividió entre sus dos hijos Aderbal e Hiempsal y su sobrino Yugurta. Yugurta recibió la zona occidental, Adherbal la oriental inmediata al territorio romano. Inmediatamente, Yugurta se enfrentó con Hiempsal y le asesinó. A continuación se enfrentó con Aderbal, que resultó vencido y huyó a Roma para pedir ayuda. Los oficiales romanos, probablemente sobornados, quizá por el deseo de terminar rápidamente con el problema, aprobaron la división de Numidia en dos partes, el este para Aderbal, y el oeste para Yugurta.
Yugurta no quedó satisfecho, y en el año 113 a. C., invadió Cirta, capital de Aderbal, incurriendo en la cólera de Roma, al resultar muertos varios comerciantes itálicos allí asentados, además del propio Aderbal. Roma se vio obligada a intervenir en 111 a. C., en una breve campaña mandada por el cónsul Lucio Calpurnio Bestia. Yugurta se rindió, pero obtuvo una paz muy favorable, sospechándose una vez más que fue conseguida con sobornos. Como consecuencia, Cayo Memio, tribuno de la Plebe, promovió una investigación, solicitando la presencia del propio Yugurta, pero fue vetado por otro tribuno sobornado, Cayo Bebio. Yugurta tuvo que ir a Roma, pero no llegó a declarar.
Reanudada la guerra, Roma envió al cónsul Quinto Cecilio Metelo el Numídico, que se enredó en una campaña interminable durante cinco años (111 a. C.-106 a. C.). Impaciente por el curso de la guerra, su lugarteniente Cayo Mario volvió a Roma para postularse al consulado, y una vez logrado, volvió y tomó la dirección de las operaciones. Cayo Mario, se granjeó la amistad de Bomílcar, el hermano de la madre de Yugurta y principal lugarteniente del rey númida, encomendándole la misión de deponer a Yugurta, pero se descubrió la trama y Yugurta lo ejecutó cuando este se dedicaba a provocar descontentos entre su guardia. Tras una serie de victorias militares romanas, Yugurta finalmente se vio obligado a huir al Reino de Mauritania de Boco I, de quien era yerno. Mario envió entonces a su legado Lucio Cornelio Sila a Mauritania para privar de apoyos a Yugurta. Sila logró el apoyo de Boco I, y la captura de Yugurta, que fue enviado a Roma cargado de cadenas y ejecutado en 104 a. C. Numidia fue dividida entre el mauritano Boco I y el númida Gauda. Tras la muerte de Gauda fue sustituido por Juba I.

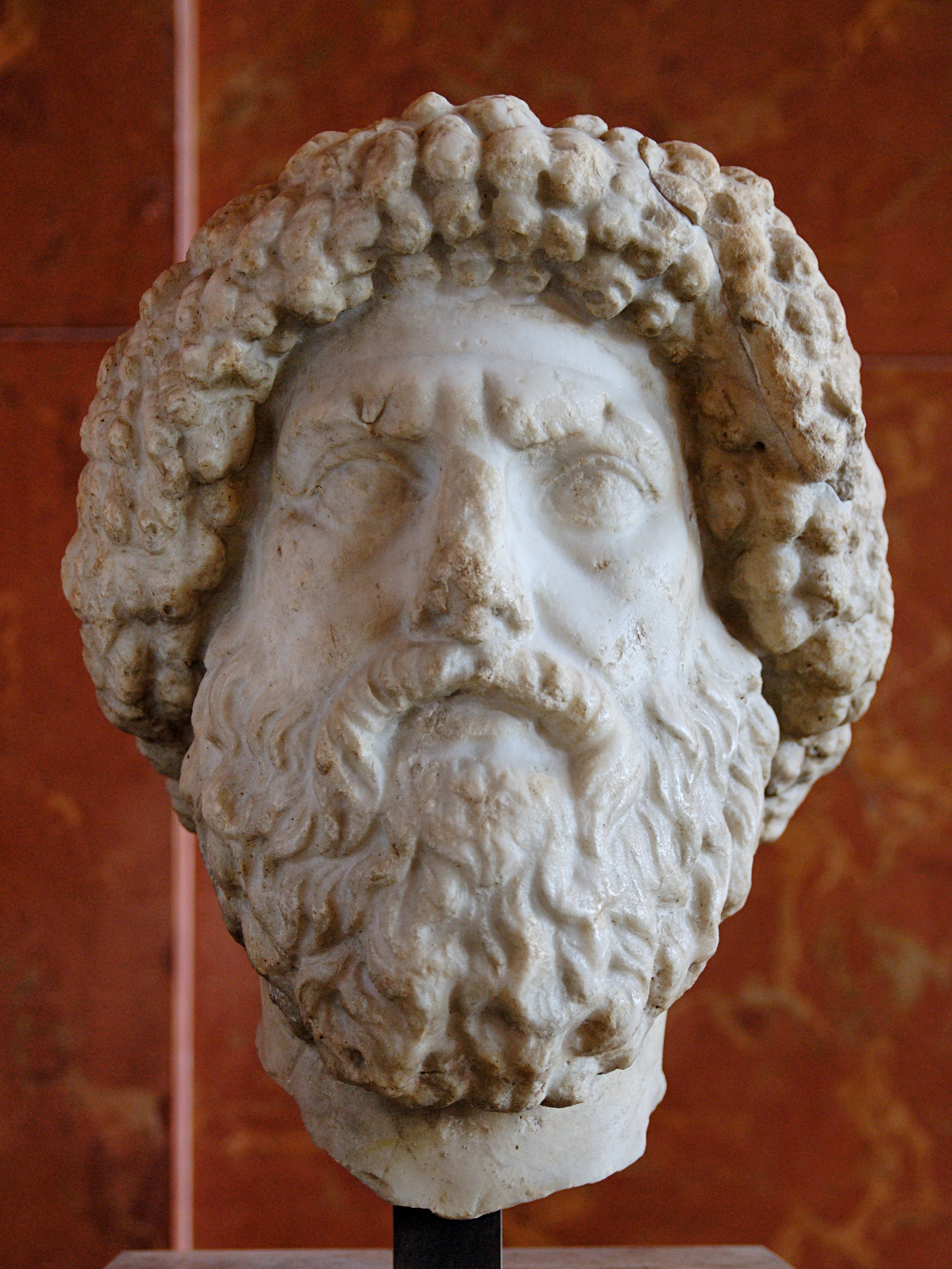
Busto de Juba I.

Boco I, tras su muerte dividió su reino entre sus hijos Boco II y Bogud, Este y Oeste respectivamente. Los dos hermanos participaron en la segunda guerra civil a favor de Julio César y en contra del Juba I invadiendo Numidia. Juba I ayudó a los pompeyanos en contra de César, teniendo que hacer frente junto a Publio Atio Varo al ejército de Curio, que por orden de César le declaró enemigo del pueblo romano, privándole del derecho al reino. 
En la batalla de Tapso aportó gran cantidad de hombres y elefantes. Tuvo que dividir sus fuerzas debido a la invasión del oeste de Numidia por el rey de Mauritania Boco II, aliado de César, que consiguió tomar Cirta, la capital de Numidia. Tras la victoria de César en la Batalla de Tapso, Juba se suicidó. Tras la guerra, Boco II amplió su reino y Numidia se integró como provincia romana. Creándose gran cantidad de colonias de veteranos.
Octavio Augusto restituyó a Juba II como rey de Numidia entre los años 29-27 a. C., convirtiéndose Juba II en un fiel aliado de Roma. Entre el 26 y el 20 a. C., Augusto le comprometió a casarse con Cleopatra Selene II, dándole una gran dote y confirmándola como reina. Sin embargo Juba II y Cleopatra II no reinaron juntos mucho tiempo en Numidia, debido a que la población local se oponía a Juba por su excesiva romanización, lo que causó desórdenes civiles. La pareja real dejó entonces Numidia, trasladándose al Reino de Mauritania. Las revueltas fueron sofocadas y el reino quedó integrado definitivamente en el Imperio romano como una provincia.

## Cultura

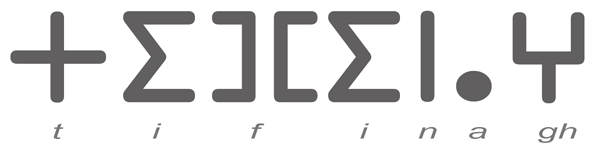
Alfabeto tifinagh.

Durante el siglo III a. C. se estableció una cultura llamada púnico-mauritana, de gran influencia fenicio-cartaginesa hasta la incorporación de Mauritania al Imperio romano en el 42 d. C. Como consecuencia de las influencias recibidas a través de ciudades y factorías fenicias litorales, que con el tiempo se transforman en ciudades más o menos autónomas. Después de la caída de Cartago en el 146 a. C., el país adquiere mayor desarrollo, sobre todo en las zonas litorales, ya que el interior sigue poblado por pastores nómadas, ajenos a las corrientes civilizadoras. Aparece un sistema propio de escritura, el llamado alfabeto líbico con el que se escriben textos en la lengua indígena, bereber, y cuya última fase ha sido el alfabeto tifinag empleado en el Sahara hasta casi nuestros días. En suma, se crea una civilización autóctona, aunque derivada de los estímulos coloniales, que duró hasta la romanización.

## Reyes de Numidia Oriental
- 215 a. C.-202 a. C.: Sifax
- 202 a. C.-?: Vermina
- ?-?: Archobarzane

## Reyes de Numidia Occidental
- ?-?: Zelalsen
- ?-207 a. C.: Gaia
- 207 a. C.-206 a. C.: Ozalces
- 206 a. C.: Capussa
- 206 a. C.: Lacumazes
- 206 a. C.-202 a. C.?:Masinisa

## Reyes de Numidia
- 202 a. C.-148 a. C.: Masinisa (rey de Numidia occidental)
- 148 a. C.-118 a. C.: Micipsa
- 148 a. C.-145 a. C.: Gulussa y Mastanabal
- 118 a. C.-118 a. C.: Aderbal, Hiempsal I y Yugurta
- 118 a. C.-112 a. C.: Aderbal
- 106 a. C.-88 a. C.: Gauda
- 88 a. C.-60 a. C.: Hiempsal II
- 60 a. C.-46 a. C.: Juba I
- 46 a. C.-30 a. C.: En poder de Roma
- 30 a. C.-25 a. C.: Juba II

## Tras la anexión romana
Tras la caída del reino, la región númida fue regida por diferentes naciones:
- 25 a. C.-429: el Imperio romano y el posterior Imperio romano de Occidente, de los que fue provincia tras la batalla de Tapso.
- 429-534: Por los vándalos, acaudillados por Genserico, que crearon el Reino Vándalo.
- 534-698: Por el Imperio romano de Oriente tras la batalla de batalla de Tricamerón, estando nuevamente (y por última vez) en manos romanas.
- 698-1516: Por diferentes dinastías árabes y bereberes musulmanes, también por algunas pequeñas ocupaciones españolas y aragonesas.
- 1516-1830 : Por el Imperio otomano tras la conquista de Argel por Aruj Barbarroja, fundando así la Regencia de Argel.
- 1830-1962 : Por los franceses tras la toma de Argel en 1830, fundando así la Argelia francesa.
- 1962-Actualidad : Por Argelia tras la independencia de Argelia de Francia en 1962.